# Wit-Rusland op de Olympische Winterspelen 2002
Tijdens de Olympische Winterspelen van 2002, die in Salt Lake City (Verenigde Staten) werden gehouden, nam Wit-Rusland voor de derde keer deel.

## Medailleoverzicht
| Sport          | Olympiër        | Discipline  | Medaille |
| -------------- | --------------- | ----------- | -------- |
| Freestyleskiën | Aleksej Grisjin | aerials (m) | Brons    |

## Deelnemers en resultaten
(m) = mannen, (v) = vrouwen 

### Biatlon
| Olympiër                                                                        | Discipline                | Resultaat | Prestatie |
| ------------------------------------------------------------------------------- | ------------------------- | --------- | --- |
| Aleksej Ajdarov                                                                 | 10 km sprint (m)          | 37e       | 27.06,4 (+2.15,1) pen.: 2 (1 + 1) |
| Aleksej Ajdarov                                                                 | 12,5 km achtervolging (m) | 48e       | +5.08,4 pen.: 6 (0 + 0 + 3 + 3) |
| Aleksej Ajdarov                                                                 | 20 km (m)                 | 17e       | 54.25,3 (+3.22,0) pen.: 3 (1 + 0 + 2 + 0) |
| Oleg Ryzjenkov                                                                  | 10 km sprint (m)          | 11e       | 26.05,5 (+1.14,2) pen.: 0 (0 + 0) |
| Oleg Ryzjenkov                                                                  | 12,5 km achtervolging (m) | 21e       | +2.33,7 pen.: 2 (0 + 2 + 0 + 0) |
| Oleg Ryzjenkov                                                                  | 20 km (m)                 | 31e       | 55.56,6 (+4.53,3) pen.: 4 (0 + 1 + 1 + 2) |
| Vadim Sasjoerin                                                                 | 10 km sprint (m)          | 12e       | 26.09,9 (+1.18,6) pen.: 0 (0 + 0) |
| Vadim Sasjoerin                                                                 | 12,5 km achtervolging (m) | 10e       | +1.25,9 pen.: 1 (0 + 0 + 0 + 1) |
| Vadim Sasjoerin                                                                 | 20 km (m)                 | 9e        | 52.52,6 (+1.49,3) pen.: 0 (0 + 0 + 0 + 0) |
| Aleksandr Syman                                                                 | 10 km sprint (m)          | 56e       | 27.45,3 (+2.54,0) pen.: 3 (2 + 1) |
| Aleksandr Syman                                                                 | 12,5 km achtervolging (m) | 49e       | +5.31,2 pen.: 3 (1 + 2 + 0 + 0) |
| Roeslan Valioellin                                                              | 20 km (m)                 | 60e       | 58.46,7 (+7.43,4) pen.: 6 (3 + 1 + 0 + 2) |
| Team Aleksej Ajdarov Aleksandr Syman Oleg Ryzjenkov Vadim Sasjoerin             | 4x7,5 km estafette (m)    | 8e        | 1:27.12,0 (+3.29,7) pen.: 1-12 22.53,9 pen.: 0-3 (0-1 + 0-2) 21.22,7 pen.: 0-2 (0-0 + 0-2) 21.53,1 pen.: 1-5 (0-2 + 1-3) 21.02,3 pen.: 0-2 (0-0 + 0-2) |
| Ljoedmila Ananko                                                                | 15 km (v)                 | dnf       | opgave |
| Jelena Chroestaleva                                                             | 7,5 km sprint (v)         | 33e       | 23.06,6 (+2.25,2) pen.: 2 (1 + 1) |
| Jelena Chroestaleva                                                             | 10 km achtervolging (v)   | 30e       | +3.33,8 pen.: 2 (0 + 1 + 0 + 1) |
| Jevgenija Koetsepalova                                                          | 7,5 km sprint (v)         | 44e       | 23.26,5 (+2.45,1) pen.: 1 (1 + 0) |
| Jevgenija Koetsepalova                                                          | 10 km achtervolging (v)   | 28e       | +3.32,4 pen.: 2 (0 + 0 + 1 + 1) |
| Ljoedmila Lysenko                                                               | 15 km (v)                 | 51e       | 54.25,4 (+6.56,3) pen.: 4 (4 + 0 + 0 + 0) |
| Olga Nazarova                                                                   | 7,5 km sprint (v)         | 14e       | 22.14,9 (+1.33,5) pen.: 1 (0 + 1) |
| Olga Nazarova                                                                   | 10 km achtervolging (v)   | 11e       | +1.16,8 pen.: 1 (0 + 1 + 0 + 0) |
| Olga Nazarova                                                                   | 15 km (v)                 | 6e        | 48.29,9 (+1.00,8) pen.: 1 (0 + 1 + 0 + 0) |
| Ksenija Zikoenkova                                                              | 7,5 km sprint (v)         | 65e       | 25.21,5 (+4.40,1) pen.: 5 (3 + 2) |
| Ksenija Zikoenkova                                                              | 15 km (v)                 | 38e       | 52.26,8 (+4.57,7) pen.: 3 (1 + 0 + 0 + 2) |
| Team Olga Nazarova Ljoedmila Lysenko Jevgenija Koetsepalova Jelena Chroestaleva | 4x7,5 km estafette (v)    | 7e        | 1:31.01,6 (+3.06,6) pen.: 0-7 21.44,5 pen.: 0-0 (0-0 + 0-0) 22.23,7 pen.: 0-1 (0-0 + 0-1) 23.11,6 pen.: 0-4 (0-1 + 0-3) 23.41,8 pen.: 0-2 (0-0 + 0-2)  |

### Freestyleskiën
| Olympiër            | Discipline  | Resultaat | Prestatie                           |
| ------------------- | ----------- | --------- | ----------------------------------- |
| Aleksej Grisjin     | aerials (m) | Brons     | 251,19 p. (kwalificatie: 251,76 p.) |
| Dmitri Dasjtsjinski | aerials (m) | 7e        | 244,29 p. (kwalificatie: 219,94 p.) |
| Dmitri Rak          | aerials (m) | 10e       | 226,34 p. (kwalificatie: 240,87 p.) |
| Alla Tsoeper        | aerials (v) | 9e        | 164,92 p. (kwalificatie: 181,37 p.) |
| Assol Slivets       | aerials (v) | 13e       | dnq (kwalificatie: 157,96 p.)       |

### Kunstrijden
| Olympiër        | Discipline | Resultaat | Prestatie                               |
| --------------- | ---------- | --------- | --------------------------------------- |
| Sergej Davydov  | mannen     | 21e       | 31,5 p. (korte kür: 15 - lange kür: 24) |
| Julia Soldatova | vrouwen    | 18e       | 29,0 p. (korte kür: 22 - lange kür: 18) |

### Langlaufen
| Olympiër                                                                      | Discipline                       | Resultaat | Prestatie                                                       |
| ----------------------------------------------------------------------------- | -------------------------------- | --------- | --------------------------------------------------------------- |
| Sergej Dolidovitsj                                                            | 30 km vrije stijl massastart (m) | 14e       | 1:13.51,1 (+2.20,1)                                             |
| Sergej Dolidovitsj                                                            | achtervolging 10 km+10 km (m)    | 57e       | niet gestart vrije stijl (klassiek:28.44,0 + vrije stijl:dns)   |
| Aleksandr Sannikov                                                            | 30 km vrije stijl massastart (m) | 53e       | 1:19.46,9 (+8.15,9)                                             |
| Aleksandr Sannikov                                                            | 50 km klassiek (m)               | 44e       | 2:24.14,2 (+17.53,4)                                            |
| Aleksandr Sannikov                                                            | achtervolging 10 km+10 km (m)    | 61e       | niet geplaatst vrije stijl (klassiek:29.30,5 + vrije stijl:dnq) |
| Nikolaj Semenjako                                                             | 15 km klassiek (m)               | 48e       | 41.48,0 (+4.40,6)                                               |
| Nikolaj Semenjako                                                             | 30 km vrije stijl massastart (m) | 52e       | 1:19.45,6 (+8.14,6)                                             |
| Aleksandr Sjalak                                                              | sprint (m)                       | 57e       | dnq, kwal.:3.13,63 (+23,56)                                     |
| Aleksandr Sjalak                                                              | 15 km klassiek (m)               | 47e       | 41.44,5 (+4.37,1)                                               |
| Aleksandr Sjalak                                                              | 50 km klassiek (m)               | 46e       | 2:24.37,2 (+18.16,4)                                            |
| Aleksej Tregoebov                                                             | sprint (m)                       | 54e       | dnq, kwal.:3.08,05 (+17,98)                                     |
| Aleksej Tregoebov                                                             | 15 km klassiek (m)               | 51e       | 42.00,7 (+4.53,3)                                               |
| Aleksej Tregoebov                                                             | 50 km klassiek (m)               | 40e       | 2:22.29,3 (+16.08,5)                                            |
| Roman Virolajnen                                                              | sprint (m)                       | 26e       | dnq, kwal.:2.57,48 (+7,41)                                      |
| Roman Virolajnen                                                              | 15 km klassiek (m)               | 13e       | 39.02,4 (+1.55,0)                                               |
| Roman Virolajnen                                                              | achtervolging 10 km+10 km (m)    | 30e       | +1.47,2 (klassiek:26.42,2 + vrije stijl:24.54,1)                |
| Denis Vorobjov                                                                | sprint (m)                       | 55e       | dnq, kwal.:3.08,79 (+18,72)                                     |
| Denis Vorobjov                                                                | 30 km vrije stijl massastart (m) | 44e       | 1:17.43,2 (+6.12,2)                                             |
| Denis Vorobjov                                                                | achtervolging 10 km+10 km (m)    | 65e       | niet geplaatst vrije stijl (klassiek:30.04,3 + vrije stijl:dnq) |
| Team Roman Virolajnen Nikolaj Semenjako Aleksandr Sannikov Sergej Dolidovitsj | 4x10 km estafette (m)            | 15e       | 1:42.12,0 (+9.26,5) 25.54,0 27.24,8 24.51,1 24.02,1             |
| Jelena Kaloegina                                                              | 10 km klassiek (v)               | 43e       | 31.10,9 (+3.05,3)                                               |
| Jelena Kaloegina                                                              | achtervolging 5 km+5 km (v)      | 52e       | niet geplaatst vrije stijl (klassiek:14.34,6 + vrije stijl:dnq) |
| Viktorija Lopatina                                                            | sprint (v)                       | 24e       | dnq, kwal.:3.20,59 (+7,83)                                      |
| Svetlana Nagejkina                                                            | 10 km klassiek (v)               | 14e       | 29.48,4 (+1.42,8)                                               |
| Svetlana Nagejkina                                                            | 15 km vrije stijl massastart (v) | 5e        | 40.17,9 (+23,5)                                                 |
| Svetlana Nagejkina                                                            | 30 km klassiek (v)               | 11e       | 1:35.51,6 (+4.54,5)                                             |
| Irina Skripnik                                                                | 30 km klassiek (v)               | 30e       | 1:42.49,1 (+11.52,0)                                            |
| Natalja Sviridova-Kalinovskaja                                                | sprint (v)                       | 45e       | dnq, kwal.:3.31,83 (+19,07)                                     |
| Natalja Sviridova-Kalinovskaja                                                | 15 km vrije stijl massastart (v) | 40e       | 44.09,2 (+4.14,8)                                               |
| Natalja Sviridova-Kalinovskaja                                                | achtervolging 5 km+5 km (v)      | 61e       | niet geplaatst vrije stijl (klassiek:14.53,6 + vrije stijl:dnq) |
| Natalja Zjatikova                                                             | 10 km klassiek (v)               | 35e       | 30.44,2 (+2.38,6)                                               |
| Natalja Zjatikova                                                             | 15 km vrije stijl massastart (v) | 17e       | 42.04,5 (+2.10,1)                                               |
| Natalja Zjatikova                                                             | 30 km klassiek (v)               | 29e       | 1:42.18,0 (+11.20,9)                                            |
| Natalja Zjatikova                                                             | achtervolging 5 km+5 km (v)      | 34e       | +1.19,5 (klassiek:14.23,5 + vrije stijl:12.06,4)                |
| Vera Zjatikova                                                                | 10 km klassiek (v)               | 27e       | 30.20,5 (+2.14,9)                                               |
| Vera Zjatikova                                                                | 15 km vrije stijl massastart (v) | 17e       | 42.04,5 (+2.10,1)                                               |
| Vera Zjatikova                                                                | achtervolging 5 km+5 km (v)      | 32e       | +1.18,1 (klassiek:14.15,2 + vrije stijl:12.13,0)                |
| Team Jelena Kaloegina Svetlana Nagejkina Vera Zjatikova Natalja Zjatikova     | 4x5 km estafette (v)             | 5e        | 50.37,9 (+1.07,3) 13.45,1 12.47,9 12.11,1 11.53,8               |

### Noordse combinatie
| Olympiër          | Discipline      | Resultaat | Prestatie                                   |
| ----------------- | --------------- | --------- | ------------------------------------------- |
| Sergej Zacharenko | individueel (m) | 44e       | +10.07,2 — schans: 171,5 p — 15 km: 41.18,9 |
| Sergej Zacharenko | sprint (m)      | 38e       | +2.49,4 — schans: 86,6 p — 7,5 km: 17.09,5  |

### Schaatsen
| Olympiër              | Discipline | Resultaat | Prestatie                     |
| --------------------- | ---------- | --------- | ----------------------------- |
| Aleksej Chatylev      | 500 m (m)  | 32e       | 1.14,81 (+5,58) — 37,40+37,41 |
| Aleksej Chatylev      | 1000 m (m) | 42e       | 1.13,73 (+6,55)               |
| Aleksej Chatylev      | 1500 m (m) | 47e       | 1.52,87 (+8,92)               |
| Igor Makovetski       | 1000 m (m) | 41e       | 1.12,33 (+5,15)               |
| Igor Makovetski       | 1500 m (m) | 40e       | 1.50,15 (+6,20)               |
| Svetlana Sjepelnikova | 1500 m (v) | 34e       | 2.04,06 (+10,04)              |
| Svetlana Sjepelnikova | 3000 m (v) | 32e       | 4.24,96 (+27,26)              |
| Anzjelika Kotjoega    | 500 m (v)  | 5e        | 1.15,39 (+0,64) — 37,73+37,66 |
| Anzjelika Kotjoega    | 1000 m (v) | 12e       | 1.15,03 (+1,20)               |
| Svetlana Radkevitsj   | 500 m (v)  | 28e       | 1.19,45 (+4,70) — 39,84+39,61 |
| Svetlana Radkevitsj   | 1000 m (v) | 33e       | 1.18,93 (+5,10)               |

### Schansspringen
| Olympiër         | Discipline              | Resultaat | Prestatie                                                            |
| ---------------- | ----------------------- | --------- | -------------------------------------------------------------------- |
| Andrej Lyskovets | normale schans ind. (m) | 42e       | 98,0 p. — 98,0 p. (83,5 m) + dnq kwalificatie 33e — 81,5 p. (95,0 m) |
| Andrej Lyskovets | grote schans ind. (m)   | 59e       | kwalificatie 45e — uitgeschakeld: 96,0 p. (66,3 m)                   |

### Shorttrack
| Olympiër           | Discipline | Resultaat | Prestatie                |
| ------------------ | ---------- | --------- | ------------------------ |
| Joelija Pavlovitsj | 500 m (v)  | 23e       | dnq, vr 7 (3e): 47,273   |
| Joelija Pavlovitsj | 1500 m (v) | 19e       | dnq, vr 5 (4e): 2.36,058 |

### IJshockey
| Olympiër | Discipline | Resultaat | Prestatie |
| --- | ---------- | --------- | --- |
| Aleksandr Andrijevski Oleg Antonenko Vadim Bekboelatov Dmitri Doedik Aleksej Kaljoezjny Oleg Chmyl Konstantin Koltsov Vladimir Kopat Andrej Kovaljov Aleksandr Makritski Igor Matoesjkin Andrej Mezin Oleg Mikoeltsjik Dmitri Pankov Andrej Rasolko Oleg Romanov Roeslan Salej Sergej Sjabanov Andrej Skabelka Sergej Stas Vladimir Tsyplakov Edoeard Zankovjets Aleksandr Zjoerik Vasili Pankov (disk. doping) | mannen     | 4e        | Voorronde groep B: 1- 0 Wit-Rusland - Oekraïne 3- 1 Wit-Rusland - Frankrijk 1- 2 Wit-Rusland - Zwitserland Hoofdronde groep D: 4- 6 Wit-Rusland - Rusland 1- 8 Wit-Rusland - Finland 1- 8 Wit-Rusland - Verenigde Staten Kwartfinale: 4- 3 Wit-Rusland - Zweden Halve finale: 1- 7 Wit-Rusland - Canada Bronzen finale: 2- 7 Wit-Rusland - Rusland |

Amerikaanse Maagdeneilanden · Andorra · Argentinië · Armenië · Australië · Azerbeidzjan · België · Bermuda · Bosnië en Herzegovina · Brazilië · Bulgarije · Canada · Chili · China · Chinees Taipei · Costa Rica · Cyprus · Denemarken · Duitsland · Estland · Fiji · Finland · Frankrijk · Georgië · Griekenland · Groot-Brittannië · Hongarije · Hongkong · Ierland · IJsland · India · Iran · Israël · Italië · Jamaica · Japan · Joegoslavië · Kameroen · Kazachstan · Kenia · Kirgizië · Kroatië · Letland · Libanon · Liechtenstein · Litouwen · Macedonië · Mexico · Moldavië · Monaco · Mongolië · Nederland · Nepal · Nieuw-Zeeland · Noorwegen · Oekraïne · Oezbekistan · Oostenrijk · Polen · Roemenië · Rusland · San Marino · Slovenië · Slowakije · Spanje · Tadzjikistan · Thailand · Trinidad en Tobago · Tsjechië · Turkije · Venezuela · Verenigde Staten · Wit-Rusland · Zuid-Afrika · Zuid-Korea · Zweden · Zwitserland

Uitgesloten van deelname: Puerto Rico